# Atti di Pietro e Paolo

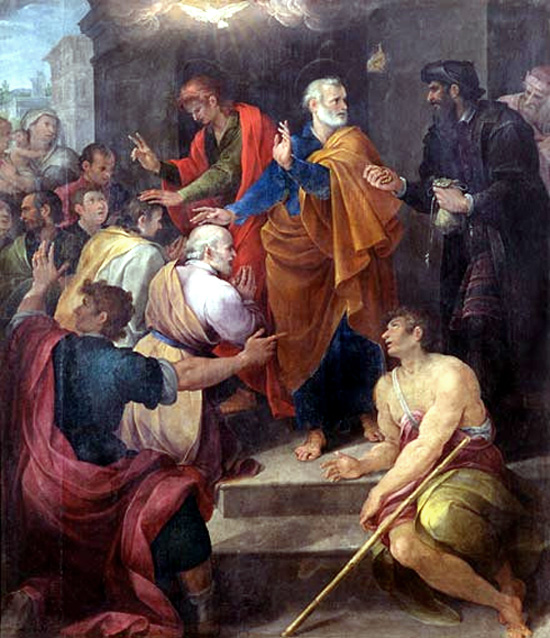
Ritratto della disputa tra San Pietro apostolo e Simon Mago ad opera di Avanzino Nucci

Gli Atti di Pietro e Paolo, o Passione di Pietro e Paolo (Passio sanctorum Petri et Pauli), sono un apocrifo del Nuovo Testamento relativo agli apostoli Pietro e Paolo, scritto in greco dopo il IV secolo da un anonimo identificato dagli studiosi come Pseudo-Marcello. 
Il testo descrive l'arrivo di Pietro e Paolo a Roma. L'empio Simon Mago sobilla Nerone contro i due apostoli. Ne deriva una lunga disputa tra i tre di fronte all'imperatore. Simon Mago promette all'imperatore di ascendere al cielo sotto i suoi occhi. Quando vola Nerone si convince della sincerità di Simone, ma Pietro prega e Simone cade morto.
Nerone imprigiona Pietro e Paolo e li condanna a morte. Paolo è decapitato lungo la via Ostiense, e prima di morire guarisce l'occhio di una donna di nome Perpetua. Pietro sta per essere crocifisso ma dice "Non son degno di essere crocifisso come il mio Signore", e viene crocifisso a testa in giù. 
Dato l'avanzato periodo di composizione e lo stile eccessivamente favolistico l'apocrifo non può essere considerato un fedele resoconto storico, sebbene non si possa escludere una ripresa di precedenti tradizioni orali.